# Kasel-Golzig
Kasel-Golzig är en kommun och ort i Landkreis Dahme-Spreewald i förbundslandet Brandenburg i Tyskland. De tidigare kommunerna Jetsch och Schiebsdorf uppgick i Kasel-Golzig den den 31 december 2002. Kommunen ingår i kommunalförbundet Amt Unterspreewald.